# Fabuleuses
Pour plus de détails, voir Fiche technique et Distribution.
Fabuleuses est un film québécois réalisé par Mélanie Charbonneau (en) sorti en 2019 et mettant en vedette Noémie O'Farrell, Juliette Gosselin et Mounia Zahzam.

## Synopsis
Laurie termine un stage au magazine Top. Elle espérait y avoir un emploi comme rédactrice mais le dirigeant du média n'engage que des personnes ayant au moins 20 000 abonnés sur les réseaux sociaux. De son côté, Clara est une influenceuse reconnue qui se consacre à créer des tutoriels de maquillage sur sa chaîne personnelle. Le hasard fait que les deux se rencontrent et se lient d'amitié. Clara apprend aussi à connaître la colocataire de Laurie, Élisabeth, une féministe engagée qui lui fera voir un univers différent de celui qu'elle côtoie.

## Fiche technique
Source : IMDb et Films du Québec
- Titre original : Fabuleuses
- Réalisation : Mélanie Charbonneau (en)
- Scénario : Geneviève Pettersen, Mélanie Charbonneau
- Musique : Antoine Rochette, David Rancourt
- Chanson thème : Sarahmée
- Direction artistique : Éric Barbeau
- Costumes : Guillaume Laflamme
- Maquillage : Léonie Lévesque-Robert
- Coiffure : Daniel Jacob
- Photographie : Ariel Méthot-Bellemare
- Son : Lynne Trépanier, Sylvain Brassard
- Montage : Isabelle Malenfant
- Production : Nicole Robert
- Société de production : Go Films
- Sociétés de distribution : Téléfiction Distribution
- Budget : 3 millions $ CA
- Pays de production :  Canada
- Tournage : 13 septembre au 19 octobre 2018 à Montréal et environs
- Langue originale : français
- Format : couleur — format d'image : 2,35:1
- Genre : comédie dramatique
- Durée : 109 minutes
- Dates de sortie :
  - Canada : 20 août 2019 (première à la Place des Arts de Montréal)[2]
  - Canada : 21 août 2019 (sortie en salle au Québec)
  - Canada : 19 novembre 2019 (VSD)
- Classification :
  - Québec : 13 ans et plus[3]

## Distribution
- Noémie O'Farrell : Laurie Gagnon
- Juliette Gosselin : Clara Diamond (Gingras)
- Mounia Zahzam : Élisabeth Mazari
- Alexandre Nachi : Antoine
- Alexandre Bacon : Chris Leroy
- Olivia Palacci : Magali
- Adrien Bletton : Sébastien
- Hélène Major : Céline, la mère de Laurie
- Mikhaïl Ahooja : Tommy
- Geneviève Boivin-Roussy : Rachelle
- Leila Donabelle Kaze : Annabelle
- Joëlle Paré-Beaulieu : policière

## Distinctions

### Récompenses
- Festival international du film de Busan 2019, 24e édition : Prix de la Banque de Busan (en) Busan Bank Award : Mélanie Charbonneau (en)

### Nominations
- Gala Québec Cinéma 2020 :
  - Prix Iris du meilleur film : Go Films - Nicole Robert
  - Prix Iris de la meilleure actrice : Noémie O'Farrell pour son rôle de Laurie
  - Prix Iris de la meilleure actrice de soutien : Juliette Gosselin pour son rôle de Carla Diamond
  - Prix Iris du meilleur maquillage : Léonie Lévesque-Robert
  - Prix Iris de la meilleure coiffure : Daniel Jacob
- Les Monteurs et Monteuses de cinéma canadien (Canadian Cinema Editors) 2020 : Prix du meilleur montage de long métrage : Isabelle Malenfant